# スーパーファイヤープロレスリングX
『スーパーファイヤープロレスリングX』（－エックス）は、1995年12月22日に日本のヒューマン株式会社から発売されたスーパーファミコン用プロレスゲーム。
同社の『ファイヤープロレスリングシリーズ』におけるスーパーファミコン版第5作目 。タイトルの「X（エックス）」はファイヤープロレスリングシリーズ通算10作目という点からローマ数字の「Ⅹ」と、スーパーファミコンでの最後の作品という意味で打ち止めの意味合いから「×（バッテン）」をそれぞれ想像させるという理由で使用された。
開発はヒューマンが行い、企画およびディレクターは後にXbox用ソフト『ねずみくす』（2002年）を手掛けた山崎正通 、メイン・プログラムはスーパーファミコン用ソフト『セプテントリオン』（1993年）を手掛けた三浦義広、音楽は前作『スーパーファイヤープロレスリングSPECIAL』（1994年）に続き志倉千代丸が担当している。
本作リリースから3ヶ月後に、エディットレスラーのセーブ枠を拡大し細部のバランスを調整した『スーパーファイヤープロレスリングXプレミアム』が発売され、1997年9月30日にはプレミアム版のみニンテンドウパワーの書き換え対応ソフトとして発売された。

## ゲーム内容

### システム
グラフィックを大幅にリニューアル。
ファイトスタイルの概念を本格的に導入。スタイルによってクリティカル発生率に補正が入ったり、飛び技の飛距離（当たり判定）が変化したり、飛び技の自爆時のダメージに補正が入る。
クリティカルシステムの対象技のタイプに見直しが入り、必殺技系、打撃系、パワー系、スープレックス系、グラウンド系、サブミッション系に再編された。
対角線コーナーにもたれかかる相手への組み付きが細分化。雪崩式の技に以降せずそのまま攻撃をする事が出来るようになった。雪崩式の技も「正面組み」と「後ろ組み」に分けられた。
対角線を走りコーナーを駆け上がる事が出来る選手が登場。ハンマースルーからのロープワークに「伏せかわし」と「リープフロック」のフェイント技（見せ技）が追加。ロープワークからロープをステップにしてリング内の立っている相手に飛ぶ技を使用出来るようになった。
選手の能力に「部位別耐久度パラメータ」が追加。本作では首、腕、脚の3箇所に5段階の耐久度が選手毎に設定され、古傷などの有無を再現した。

### モード
- ワールドチャンピオンシップ
- ワンナイトドリームマッチ
- エキサイティングトーナメント
- メガファイトリーグ
- エリミネーションマッチ
- ハイパーバトルロイヤル
- レスラーエディット
- オプション

隠しモード
- タイトルマッチ（ワールドチャンピオンシップモードを勝ち抜きチャンピオンになると出現）

### 補足
1996年4月にスーパーファミコン版のサービスを開始した電話回線を使用した通信対戦システム「X-BAND」の対応タイトルであった。
タイトルマッチモードをクリアしエディットモードの使用技制限を解放しても「リバースインディアンデスロック」だけは解放されない。これは開発者（攻略本の開発者インタビューに応じた総合ディレクターを担当した人物）が 「アントニオ猪木に受けた影響が大きい」「この技は（ビクトリー武蔵以外）他の誰にも似合わない」からとの理由を付け、意図的にエディットモードで使用が出来ない「武蔵専用技」にしたとのこと。
1997年9月にサービス開始したニンテンドウパワーに、スーパーファイヤープロレスリングXプレミアムがラインナップされていた。

## 登場レスラー
以下に本作のレスラーを記す。★マークは隠しレスラーとなっている。
| 団体名           | 名前                                     | ニックネーム             | 生年月日       | 身長  | 体重  | 出身国           | 必殺技                           | モデルレスラー             |
| ---------------- | ---------------------------------------- | ------------------------ | -------------- | ----- | ----- | ---------------- | -------------------------------- | -------------------------- |
| 新世界プロレス   | ビクトリー 武蔵★                         | 闘いの伝説               | 1948年3月7日   | 186cm | 105kg | 日本             | 延髄斬り                         | アントニオ猪木             |
| 新世界プロレス   | ストロング 信濃                          | 世界の大鷲               | 1947年2月28日  | 196cm | 132kg | 日本             | アルゼンチンバックブリーカー     | 坂口征二                   |
| 新世界プロレス   | ファイター 大和                          | 不屈の飛龍               | 1953年5月18日  | 184cm | 105kg | 日本             | ドラゴンスリーパー               | 藤波辰爾                   |
| 新世界プロレス   | ハリケーン・力丸                         | 最後の志士               | 1951年6月7日   | 185cm | 118kg | 日本             | スコーピオンデスロック           | 長州力                     |
| 新世界プロレス   | 兵堂剣                                   | 風雲剣士                 | 1966年6月22日  | 188cm | 108kg | 日本             | ラウンディング・ボディプレス     | 武藤敬司                   |
| 新世界プロレス   | バイオレンス 河野                        | 狂乱の獅子王             | 1964年3月15日  | 187cm | 114kg | 日本             | STF                              | 蝶野正洋                   |
| 新世界プロレス   | クラッシャー 旗本                        | 爆殺クラッシャー         | 1965年12月5日  | 183cm | 138kg | 日本             | デンジャラスDDT                  | 橋本真也                   |
| 新世界プロレス   | ストーム 大介                            | 爆走重戦車               | 1966年8月4日   | 181cm | 115kg | 日本             | 逆一本背負い                     | 佐々木健介                 |
| 新世界プロレス   | 伊達弘樹                                 | 華麗な流星               | 1962年9月11日  | 182cm | 102kg | 日本             | ノーザンライト・スープレックス   | 馳浩                       |
| 新世界プロレス   | バッファロー天本                         | 突撃暴れ牛               | 1972年5月17日  | 182cm | 121kg | 日本             | マウンテン・ボム                 | 天山広吉                   |
| 新世界プロレス   | マスク・ド・パンサー★                    | 夢幻のヒーロー           | 19??年??月??日 | 177cm | 98kg  | 不明             | 高角度ジャーマンSP               | タイガーマスク             |
| 新世界プロレス   | ダイナミック・キッド★                    | 猛爆野郎                 | 1959年4月24日  | 178cm | 105kg | イギリス         | スーパーダイビングヘッドバット   | ダイナマイト・キッド       |
| 新世界プロレス   | 兇皇レッド・カイザー                     | 時の皇帝                 | 19??年??月??日 | 170cm | 99kg  | 不明             | シューティング・スタープレス     | 獣神サンダー・ライガー     |
| 新世界プロレス   | ワイルド・ファントム                     | 天駆ける天馬             | 1967年6月17日  | 180cm | 103kg | カナダ           | スーパーパワーボム               | ワイルド・ペガサス         |
| 新世界プロレス   | ブラック・カイザー                       | 漆黒の皇帝               | 19??年??月??日 | 174cm | 93kg  | 不明             | ブラックカイザー・ボム           | ブラック・タイガー         |
| 新世界プロレス   | ザ・カミカゼ                             | 士魂の隼                 | 1966年4月19日  | 180cm | 95kg  | 日本             | リバースブレーンバスター         | エル・サムライ             |
| 新世界プロレス   | レイジング野中                           | いぶし銀                 | 1958年9月16日  | 181cm | 93kg  | 日本             | ジャンピングネックブリーカー     | 保永昇男                   |
| 新世界プロレス   | 武本亮                                   | 猛き猛虎                 | 1968年7月1日   | 179cm | 94kg  | 日本             | タイガー・スープレックス         | 金本浩二                   |
| 新世界プロレス   | 大滝進一郎                               | 荒ぶる若獅子             | 1970年10月20日 | 181cm | 90kg  | 日本             | ドラゴン・スープレックス         | 大谷晋二郎                 |
| 新世界プロレス   | 三田勇                                   | 技巧の仕事師             | 1950年2月2日   | 180cm | 110kg | 日本             | 脇固め                           | 木戸修                     |
| 新世界プロレス   | ナイト・ブラスター                       | 殺刃超特急               | 1961年6月6日   | 190cm | 120kg | アメリカ合衆国   | ダイビングラリアット             | ホーク・ウォリアー         |
| 新世界プロレス   | フラッシュ・バートン                     | 吼える閃光               | 1961年6月15日  | 195cm | 162kg | アメリカ合衆国   | パワースラム                     | スコット・ノートン         |
| 新世界プロレス   | タトゥー                                 | クレイジーアラビアン     | 1963年5月5日   | 183cm | 101kg | アメリカ合衆国   | ムーンサルトプレス               | サブゥー                   |
| 太平洋プロレス   | 氷川光秀                                 | ハイパーエルボー         | 1961年10月3日  | 185cm | 110kg | 日本             | タイガー・ドライバー             | 三沢光晴                   |
| 太平洋プロレス   | 冨樫慶次                                 | スパークフレッシュ       | 1967年3月27日  | 188cm | 120kg | 日本             | ムーンサルトプレス               | 小橋健太                   |
| 太平洋プロレス   | 相模朗                                   | 未完のプリンス           | 1960年8月23日  | 193cm | 122kg | 日本             | 高角度喉輪落とし                 | 田上明                     |
| 太平洋プロレス   | 風魔利家                                 | 燃える闘士               | 1962年5月14日  | 181cm | 103kg | 日本             | ストレッチプラム                 | 川田利明                   |
| 太平洋プロレス   | トミー・ボンバー                         | パワフル爆弾             | 1954年7月15日  | 193cm | 113kg | 日本             | 元祖バックドロップ               | ジャンボ鶴田               |
| 太平洋プロレス   | 小淵沢昌紀                               | ジュニアの猛者           | 1954年1月24日  | 182cm | 104kg | 日本             | バックドロップ                   | 渕正信                     |
| 太平洋プロレス   | 明智清志                                 | 特攻魂                   | 1964年11月21日 | 177cm | 90kg  | 日本             | 火の玉ボム                       | 菊地毅                     |
| 太平洋プロレス   | 秋草瞬                                   | 次代の新星               | 1969年10月9日  | 187cm | 105kg | 日本             | エクスプロイダー                 | 秋山準                     |
| 太平洋プロレス   | ハリー・テキサンJr.★                     | グレートアメリカ         | 1941年3月4日   | 190cm | 114kg | アメリカ合衆国   | スピニングトーホールド           | ドリー・ファンク・ジュニア |
| 太平洋プロレス   | スター・バイソン                         | リングの猛牛             | 1948年2月29日  | 200cm | 150kg | アメリカ合衆国   | ウエスタン・ラリアット           | スタン・ハンセン           |
| 太平洋プロレス   | ビッグ・ザ・グレート・ブル★              | 哲学獣                   | 1951年5月27日  | 201cm | 145kg | アメリカ合衆国   | キングコング・ニードロップ       | ブルーザー・ブロディ       |
| 太平洋プロレス   | スティル・ジェイムス                     | 冷酷医師                 | 1959年4月6日   | 189cm | 134kg | アメリカ合衆国   | 殺人バックドロップ               | スティーブ・ウィリアムス   |
| 太平洋プロレス   | ゲイル・O・ブライト                      | スープレックスモンスター | 1963年5月18日  | 192cm | 158kg | アメリカ合衆国   | 高速フルネルソンSP               | ゲーリー・オブライト       |
| 太平洋プロレス   | ジョン・ピース                           | 金髪の餓狼               | 1966年8月31日  | 191cm | 118kg | アメリカ合衆国   | ピース・クラッシャー             | ジョニー・エース           |
| IW               | 沖田勝志                                 | 炎のカリスマ             | 1958年11月28日 | 179cm | 112kg | 日本             | サンダーファイヤー・パワーボム   | 大仁田厚                   |
| IW               | ケリー・テキサン★                        | ワイルドブロンコ         | 1943年8月1日   | 188cm | 109kg | アメリカ合衆国   | スピニングトーホールド           | テリー・ファンク           |
| IW               | アラシ                                   | 翔く不死鳥               | 1969年3月31日  | 186cm | 100kg | 日本             | スターダスト・プレス             | ハヤブサ                   |
| IW               | マスター・トーゴー                       | 暗黒大王                 | 1951年2月25日  | 183cm | 120kg | 日本             | ビッグファイア                   | ミスター・ポーゴ           |
| IW               | ハンター 五条                            | 怒れる鬼神               | 1963年8月16日  | 179cm | 118kg | 日本             | フェイスバスター                 | ターザン後藤               |
| IW               | ケリー・ボギー                           | 人間核弾頭               | 1960年9月21日  | 198cm | 142kg | アメリカ合衆国   | 高角度パワーボム                 | テリー・ゴディ             |
| IW               | ロッキー・ツジ                           | ハードロックエキスプレス | 1965年9月27日  | 172cm | 98kg  | 日本             | タイガー・ドライバー             | リッキー・フジ             |
| IW               | マッド・タイガー                         | 血に飢えた虎             | 1944年8月12日  | 190cm | 118kg | インド           | コブラクロー                     | タイガー・ジェット・シン   |
| RYU              | サンダー 龍                              | 雷鳴戦士                 | 1952年12月8日  | 185cm | 127kg | 日本             | パワーボム                       | 天龍源一郎                 |
| RYU              | ヒットマン 源                            | 血染めの阿修羅           | 1947年1月8日   | 182cm | 113kg | 日本             | ラリアット                       | 阿修羅・原                 |
| RYU              | サクソン 春樹                            | ビッグバディ             | 1959年11月3日  | 184cm | 130kg | 日本             | 春樹スペシャル                   | サムソン冬木               |
| RYU              | マスカラ・コンドル                       | 仮面大帝                 | 19??年??月??日 | 180cm | 100kg | メキシコ         | フライングクロスアタック         | ミル・マスカラス           |
| RYU              | アステカ・ドラゴン                       | 太陽の真竜               | 1966年12月12日 | 171cm | 89kg  | メキシコ         | カンクーン・トルネード           | ウルティモ・ドラゴン       |
| RYU              | マッド 魔童                              | 狂える猛犬               | 1969年9月4日   | 178cm | 98kg  | 日本             | パワーボム                       | 邪道                       |
| RYU              | キッド 鬼童                              | 空飛ぶ悪鬼               | 1970年2月12日  | 173cm | 96kg  | 日本             | ダイビングヘッドバット           | 外道                       |
| RYU              | 法原雅人                                 | 突貫ミサイル             | 1969年6月16日  | 181cm | 83kg  | 日本             | ジャーマンスープレックス         | 折原昌夫                   |
| ゆきぐにプロレス | ザ・ニンジャ・ハヤテ                     | 東北の疾風               | 1969年7月18日  | 180cm | 87kg  | 日本             | ハヤテスペシャル1号              | ザ・グレート・サスケ       |
| ゆきぐにプロレス | サイバー・ドルフィン                     | 浪花の彗星               | 1967年9月22日  | 172cm | 88kg  | 日本             | 元祖スイングDDT                  | スペル・デルフィン         |
| ゆきぐにプロレス | グラン・マリポーサ★                      | ルチャの小さな偉人       | 1950年4月8日   | 166cm | 89kg  | 日本             | ウラカン・ラナ                   | グラン浜田                 |
| ゆきぐにプロレス | 神咲仁水                                 | さすらいの荒法師         | 1966年12月2日  | 183cm | 103kg | 日本             | 念仏パワーボム                   | 新崎人生                   |
| ゆきぐにプロレス | 鬼塚魁                                   | 平成の竜馬               | 1969年10月1日  | 171cm | 100kg | 日本             | ウラカン・ラナ                   | 巌鉄魁                     |
| ゆきぐにプロレス | WAKA ゆきぐに                            | 荒くれ一番星             | 1974年11月13日 | 177cm | 78kg  | 日本             | 宇宙人プランチャ                 | TAKAみちのく               |
| 真世倒幕軍       | サムライ・ジロー                         | 維震の頭目               | 1958年9月4日   | 185cm | 106kg | 日本             | 侍パワーボム                     | 越中詩郎                   |
| 真世倒幕軍       | 稲妻拳悟                                 | 甦る鉄拳                 | 1953年9月4日   | 188cm | 108kg | 日本             | 稲妻レッグラリアット             | 木村健悟                   |
| 真世倒幕軍       | トシ 護東                                | 地獄坊主                 | 1956年5月25日  | 180cm | 113kg | 日本             | 地獄バックドロップ               | 後藤達俊                   |
| 真世倒幕軍       | 五十嵐利明                               | 闇狩人                   | 1956年1月11日  | 182cm | 103kg | 日本             | フィッシャーマンズスープレックス | 小林邦明                   |
| 真世倒幕軍       | ザ・ミステリアス・カグラ                 | 東洋の怪奇               | 1948年9月8日   | 181cm | 111kg | 日本             | トラースキック                   | ザ・グレート・カブキ       |
| WWC              | アックス・ドゥガン                       | 無敵の超人               | 1959年6月10日  | 201cm | 135kg | アメリカ合衆国   | ドゥガン・ハンマー               | ハルク・ホーガン           |
| WWC              | ディック・スレンダー★                    | 疑惑の貴公子             | 1951年2月9日   | 186cm | 107kg | アメリカ合衆国   | 足4の字固め                      | リック・フレアー           |
| WWC              | ジ・アンデッド・テイラー                 | 地獄からの墓堀人         | 1966年12月24日 | 203cm | 140kg | アメリカ合衆国   | ジャンピングツームストン         | ジ・アンダーテイカー       |
| WWC              | ザ・セイバー                             | 魔王の刺客               | 1960年2月8日   | 205cm | 172kg | アメリカ合衆国   | パワーボムホイップ               | ベイダー                   |
| WWC              | ザ・ミステリアス 武道                    | 妖忍者                   | 1966年6月22日  | 188cm | 108kg | 日本             | ラウンディング・ボディプレス     | グレート・ムタ             |
| WWC              | ビッグ・スナイダー                       | 豪腕ブルドッグ           | 1961年3月9日   | 183cm | 128kg | アメリカ合衆国   | 投げっぱなしジャーマンSP         | リック・スタイナー         |
| WWC              | スモール・スナイダー                     | マッチョハンサム         | 1962年9月25日  | 190cm | 115kg | アメリカ合衆国   | スナイダースクリュードライバー   | スコット・スタイナー       |
| WWC              | アイアン・ブラスター★                    | 暴走機関車               | 1961年8月4日   | 190cm | 153kg | アメリカ合衆国   | パワースラム                     | アニマル・ウォリアー       |
| UWHインテグラル  | 真田信久                                 | 戦乱の荒武者             | 1960年12月23日 | 188cm | 112kg | 日本             | 腕ひしぎ逆十字固め               | 高田延彦                   |
| UWHインテグラル  | 峯村崇                                   | Uの落とし子              | 1969年12月17日 | 180cm | 90kg  | 日本             | 膝十字固め                       | 田村潔司                   |
| UWHインテグラル  | 牧原武彦                                 | 熱風児                   | 1972年6月15日  | 180cm | 93kg  | 日本             | ニールキック                     | 垣原賢人                   |
| ゴングス         | 冴刃明                                   | 世界の格闘王             | 1957年9月4日   | 192cm | 118kg | 日本             | キャプチュード                   | 前田日明                   |
| ゴングス         | クリストファー・オールマン               | オランダの首領           | 1945年2月17日  | 188cm | 130kg | オランダ         | 片羽絞め                         | クリス・ドールマン         |
| ゴングス         | リック・グレイン                         | ファイティングサイボーグ | 1965年5月2日   | 187cm | 113kg | オランダ         | サイバー・ニーリフト             | ディック・フライ           |
| ゴングス         | ウォルフ・ガムザ                         | コマンドウルフ           | 1961年4月16日  | 190cm | 105kg | 旧ソ連           | 飛びつきクロスヒールホールド     | ヴォルク・ハン             |
| ゴングス         | リカード・ガブリエル                     | 魔獣の剛拳               | 1966年1月12日  | 200cm | 130kg | グルジア         | 正拳突きラッシュ                 | ビターゼ・タリエル         |
| 梶原組           | 梶原丈                                   | サブミッション マスター  | 1950年6月24日  | 182cm | 103kg | 日本             | 脇固め                           | 藤原喜明                   |
| ハイクラス       | 桧垣誠                                   | ハイブリッドレスラー     | 1968年9月12日  | 181cm | 94kg  | 日本             | 三角絞め                         | 船木誠勝                   |
| ハイクラス       | 観月みのる                               | カミソリファイター       | 1968年6月17日  | 180cm | 84kg  | 日本             | 腕ひしぎ逆十字固め               | 鈴木みのる                 |
| ハイクラス       | ウィン・ハーロック                       | シューティングヘラクレス | 1964年2月11日  | 185cm | 100kg | アメリカ合衆国   | 胴絞めスリーパーホールド         | ウェイン・シャムロック     |
| ハイクラス       | ボス・ドッケン                           | 秒殺ソルジャー           | 1966年8月8日   | 185cm | 88kg  | オランダ         | 胴絞めスリーパーホールド         | バス・ルッテン             |
| ハイクラス       | 八薙護                                   | みなぎる闘気             | 1969年4月20日  | 174cm | 83kg  | 日本             | 膝十字固め                       | 山田学                     |
| フリーランス     | 山本和輝                                 | 熱き蹴撃手               | 1960年3月21日  | 185cm | 102kg | 日本             | ダブルハイ・コンビネーション     | 山崎一夫                   |
| フリーランス     | ミスター K                               | 一匹狼                   | 1968年2月17日  | 210cm | 155kg | 日本             | Kドリラー                        | 北尾光司                   |
| 格闘家           | ニクソン・ステイシー                     | バーリ・トゥードの血統   | 19??年??月??日 | 177cm | 84kg  | ブラジル         | 胴絞めスリーパーホールド         | ヒクソン・グレイシー       |
| 格闘家           | トーマス・スミット                       | 黒い電光                 | 1961年12月13日 | 180cm | 97kg  | アメリカ合衆国   | バックスピン・コンビネーション   | モーリス・スミス           |
| 伝説のレスラー   | カルロス・クラウザー★                    | 孤高の神様               | 1922年9月2日   | 187cm | 107kg | ドイツ           | 元祖ジャーマン・スープレックス   | カール・ゴッチ             |
| 伝説のレスラー   | R・J・フェイズ★                          | 不敗の鉄人               | 1916年10月31日 | 188cm | 108kg | アメリカ合衆国   | 元祖バックドロップ               | ルー・テーズ               |
| 伝説のレスラー   | 力皇斬★                                  | 日本マットの創世主       | 1924年8月8日   | 185cm | 113kg | 日本             | 喉笛チョップ連打                 | 力道山                     |
| 伝説のレスラー   | ブリッツ・フォン・エルリック★            | 究極の爪                 | 1931年12月1日  | 196cm | 125kg | ドイツ           | ブレーンクロー                   | フリッツ・フォン・エリック |
| 伝説のレスラー   | グレート・パンサー★                      | 夢幻のシューター         | 19??年??月??日 | 177cm | 98kg  | 不明             | チキンウイングフェイスロック     | スーパータイガー           |
| HWF              | ダイジロウ・ザマ                         | 熱血トルネード           | 1970年11月7日  | 190cm | 108kg | 日本             | ブレイジング・トルネード         | -                          |
| HWF              | エリク・スターバック                     | 輝ける蒼星               | 1968年12月22日 | 193cm | 112kg | ニュージーランド | デッドリー・ゴー・ラウンド       | -                          |
| HWF              | バロン・ファイヤーバード                 | 天空の王者               | 1962年1月17日  | 182cm | 95kg  | フランス         | エッフェル・ド・パラシュート     | -                          |
| HWF              | ジョン・バントライン 西郷                | カナディアン柔道殺法     | 1950年3月30日  | 197cm | 146kg | カナダ           | 土佐一本スープレックス           | -                          |
| HWF              | ヴォルフ・マクシュナイダー               | 妥協なきアスリート       | 1971年12月13日 | 177cm | 87kg  | スウェーデン     | グラスブリッジホールド           | -                          |
| HWF              | ホウ・ユイロン                           | 最強の龍神               | 1938年7月31日  | 180cm | 86kg  | 香港             | 鍵風車                           | -                          |
| HWF              | ジェイルブレイカー・ブルノイ             | 狂気の脱獄囚             | 19??年??月??日 | 202cm | 168kg | 不明             | ブルノイ・ストンパー             | -                          |
| HWF              | HAYATE                                   | 白き仮面の毒蛇           | 1965年4月1日   | 185cm | 99kg  | キューバ         | ヘッドエキスプレス               | -                          |
| HWF              | ハイゼルシュタット・フォン・ルードリッヒ | 雷帝                     | 19??年??月??日 | ???cm | ???kg | 不明             | ジェノサイドシュトルム           | -                          |

## スタッフ
- トータル・プランニング、ディレクター：山崎正通
- 企画：田島弘喜、露崎尊幸
- メイン・プログラム：三浦義広
- レスラー・オブジェクト・プログラム：米田晃人
- インフォメーション・プログラム・ディレクター：愛甲剛
- レスラー・CPUロジック・プログラム：金子剛
- インフォメーション・プログラム：戸地勝、野口周治、原木正志
- SFX・システム・プログラム：薗田直樹
- ビジュアル・ディレクター：島崎洋一郎
- オリジナル・レスラー・デザイン：青柳健二
- スキル・アニメーション・ディレクター：田村季章
- メイン・スキル・アニメーション・クリエーター：大谷篤志、俵弘一、田村大也、信田正和
- スキル・アニメーション・クリエーター：伊藤悟、渡川和久、山岸正美、高岡謙次、杉本茂樹、高野広行、山岸秀紀、平峰努
- インフォメーション・デザイン：加藤亮
- オープニング&ロゴデザイン：米沢宏之
- レスラー・フェイス・グラフィック：山崎正順
- グラフィック・ヘルプ：小室和生
- 音楽：志倉千代丸
- サウンド・エンジニア：上茶慎太郎
- スペシャル・サンクス：川上智

## 評価
オリジナル版
- ゲーム誌『ファミ通』の「クロスレビュー」では、8・6・7・7の合計28点（満40点）、『ファミリーコンピュータMagazine』の読者投票による「ゲーム通信簿」での評価は以下の通り、23.30点（満30点）となっている。

| 項目 | キャラクタ | 音楽 | お買得度 | 操作性 | 熱中度 | オリジナリティ | 総合 |
| 得点 | 4.0        | 3.5  | 3.7      | 3.9    | 4.1    | 3.8            | 23.0 |
- ゲーム本『プロレススーパーゲーム列伝』（2001年）では、前作まではデフォルメされていたキャラクターが写実的になった事を指摘した他、レスラーサイズの拡大やアニメパターン、技数の増加により「華やかさがグッとアップしてます」と肯定的に評価した。また、各種パラメーターやロジックの細分化、技装備がビジュアル化された事などによってエディット機能が後の作品とほぼ同等の完成度になった事を指摘し、以降の同シリーズが本作を踏襲している事から「ここにシリーズのひとつの到達点を見たといっても過言ではないでしょう」と称賛した。

プレミアム版
- ゲーム誌『ファミ通』の「クロスレビュー」ではの合計30点（満40点）でシルバー殿堂を獲得した。

## 関連書籍
- スーパーファミコン必勝法スペシャル『スーパーファイヤープロレスリングX』1996年、ケイブンシャ　ISBN 4-7669-2402-9
- 『スーパファイヤープロレスリングX エディットレスラーガイド』1996年、ティーツー出版 ISBN 4-900700-14-2